# Öratjärnarna (Bjuråkers socken, Hälsingland)
Öratjärnarna är en sjö i Hudiksvalls kommun i Hälsingland och ingår i Delångersåns huvudavrinningsområde.